# Gleitlast

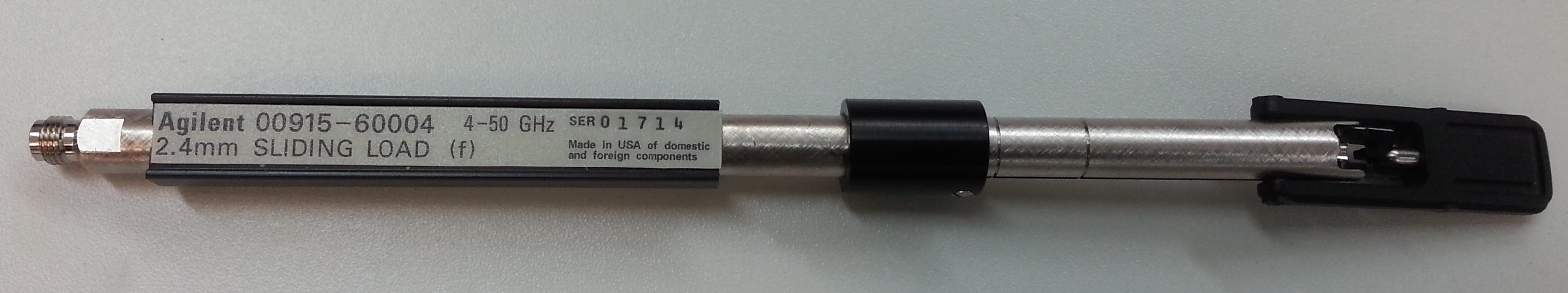
Eine koaxiale Gleitlast, hier von Agilent, mit 2,4‑mm-Anschlussbuchse (links) für den Frequenzbereich 4–50 GHz. Das schwarze Griffstück (Mitte) dient zur manuellen Verschiebung des Lastelements, der schwarze Hebel (rechts) zur Arretierung des Innenleiters.

Eine Gleitlast (englisch Sliding Load oder Sliding Match, selten: Sliding Termination) ist eine Komponente, die in der Hochfrequenz- (HF) und Mikrowellentechnik verwendet wird. Speziell in der HF-Messtechnik ersetzt beziehungsweise ergänzt sie den „festen“ Abschlusswiderstand und erlaubt eine deutlich präzisere Realisierung des Bezugswiderstandes Z0, meist 50 Ω (Ohm), bei der Kalibrierung eines Netzwerkanalysators.
Da Gleitlasten eine untere Grenzfrequenz aufweisen (z. B. 4 GHz), unterhalb der sie nicht gut brauchbar sind, werden sie häufig mit einem festen Abschlusswiderstand kombiniert genutzt, um mit dessen Hilfe das untere Frequenzband zu ergänzen.

## Prinzip

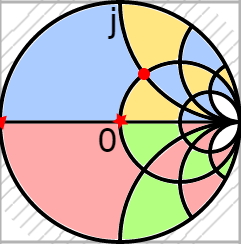
Der Mittelpunkt des Smith-Diagramms ist hier durch einen Stern markiert (Anpasspunkt Z_{0}).

Wie jede HF‑Komponente weist auch eine Gleitlast eine komplexe Reflexion auf. Diese wird häufig mit dem griechischen Buchstaben Γ (Gamma) bezeichnet. Der Betrag von Γ soll hier mir r abgekürzt werden. Es gilt also: r = |Γ|.
Ein typischer Wert für r liegt in der Praxis im Bereich von 2,5 %. Diese Reflexion ist für die angestrebte Anwendung, bei der Rückflussdämpfungen von 46 dB (entspricht r = 0,5 %) oder weniger gemessen werden sollen, jedoch zu groß.
Durch Verschieben des Lastelements in Längsrichtung der Leitung ändert sich die Phase des komplexen Reflexionsfaktors Γ, nicht aber dessen Betrag. Bei Darstellung des Reflexionsfaktors in der komplexen Ebene (siehe auch: Smith-Diagramm) ergibt sich somit während des Verschiebens ein Kreis. Man wird jedoch feststellen, dass dessen Mittelpunkt (roter Stern im Bild), der den „wahren“ Anpasspunkt Z0 repräsentiert, nicht präzise im Mittelpunkt des Smith-Diagramms liegt. Dies ist eine Folge der Unvollkommenheiten des Analysators, wie dessen endlicher Direktivität und anderer.
Nach erfolgreicher Kalibrierung wird diese Abweichung im Rahmen der Systemfehlerkorrekturrechnung automatisch korrigiert und somit der Stern im Bild exakt ins Zentrum des Smith-Diagramms verschoben.

## Name
Während in der deutschen Fachsprache nur ein Ausdruck gebräuchlich ist, sind es im Englischen zwei bis drei: Sliding Load, Sliding Match und selten Sliding Termination. Der erste kam spätestens in den 1960er-Jahren an der amerikanischen Westküste im Silicon Valley auf und ist dort auch heute noch gebräuchlich. Der Anfangsbuchstabe L von Load (deutsch Abschluss- oder Lastwiderstand) spiegelt sich in den Kurzbezeichnungen der Kalibrierverfahren der dortigen Hersteller wider, wie beispielsweise dem Verfahren SOLT (Short, Open, Load, Through). Später wurden modernere Kalibriermethoden entwickelt, bei denen statt eines (unpräzisen) Lastwiderstandes eine Präzisions-Luftleitung verwendet wird, beispielsweise innerhalb der Kalibriermethode TRL (Through, Reflect, Line).
Wie man sieht, steht der Buchstabe L hier im ersten Fall für Load, im zweiten Fall jedoch für Line. Dies ist verwirrend und verwechslungsträchtig. Daher entschlossen sich in den 1980er-Jahren andere Hersteller, darunter europäische, diese Verwirrung durch eine eindeutige Namensgebung zu beenden: Zwar steht L weiterhin für Line, jedoch wird der Abschlusswiderstand konsequent als Match bezeichnet und mit M abgekürzt (nicht mit L). So heben sich Kalibrierverfahren, die Matches benutzen, wie OSM und TOSM klar und eindeutig von Methoden wie TRL ab, bei denen eine Luftleitung verwendet wird.

## Aufbau

Querschnitt einer koaxialen Gleitlast (hier ohne Lastelement).

Gleitlasten bestehen im Wesentlichen aus zwei Komponenten, nämlich einem Wellenleiter (koaxial, Hohlleiter oder auch Streifenleiter) und einem im oder am Leiter befindlichen und in Längsrichtung verschiebbaren Lastelement.
Die meisten Gleitlasten sind koaxial aufgebaut, bestehen also aus einem metallischen Innenleiterstab (Durchmesser d) und einem konzentrischen Außenleiterrohr (Innendurchmesser D). Beide sind präzise gefertigt (Toleranzen etwa 1 µm), deren Oberflächen sind gut leitend (oft vergoldet) und möglichst glatt (geringe Rauheit). Außerdem befindet sich zwischen Innen- und Außenleiter das absorbierende Lastelement. Es besteht aus einem verschiebbaren Zylinderrohr (nicht im Bild), zumeist aus verlustbehaftetem Ferritmaterial, das weder den Innen- noch den Außenleiter berührt. Es dient zur Dämpfung der hineinlaufenden Welle. Am vorderen Ende ist dieses Rohr angeschrägt („getapert“), um eine möglichst gute Anpassung an der Grenzfläche zwischen Luft und Ferrit zu erreichen und damit eine geringe Reflexion der Welle (siehe auch: Wellensumpf).

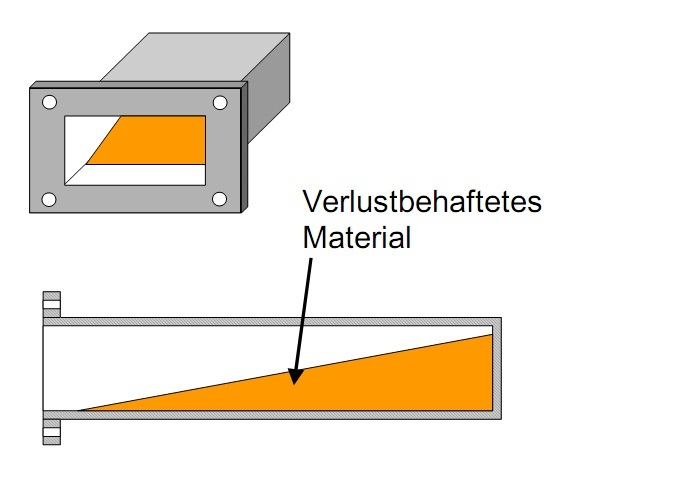
Hohlleiter, hier mit festem (nicht verschiebbaren) Wellensumpf.

Bei Hohlleitergleitlasten ist der Wellensumpf, wie auch bei koaxialen Gleitlasten, ebenfalls getapert und in Längsrichtung des Hohlleiters verschieblich montiert. (Letzteres ist in der Skizze im Bild, das einen festen Wellensumpf zeigt, nicht der Fall.)
Die Verschiebung des Lastelements erfolgt von Hand mithilfe eines Griffstücks, das außen am Körper der Gleitlast angebracht ist (Bild oben). Zur Orientierung befinden sich hier Markierungen in Form von Kerben in ungleichen Abständen, die andeuten, auf welche Positionen das Griffstück und damit die Last zu verschieben ist. Dies dient dazu, zu vermeiden, dass die Verschiebung gleichmäßig erfolgt, beispielsweise versehentlich um ganzzahlige Vielfache der halben Wellenlänge (λ/2). Dies würde eine Fehlkalibrierung verursachen.

## Hintergrund

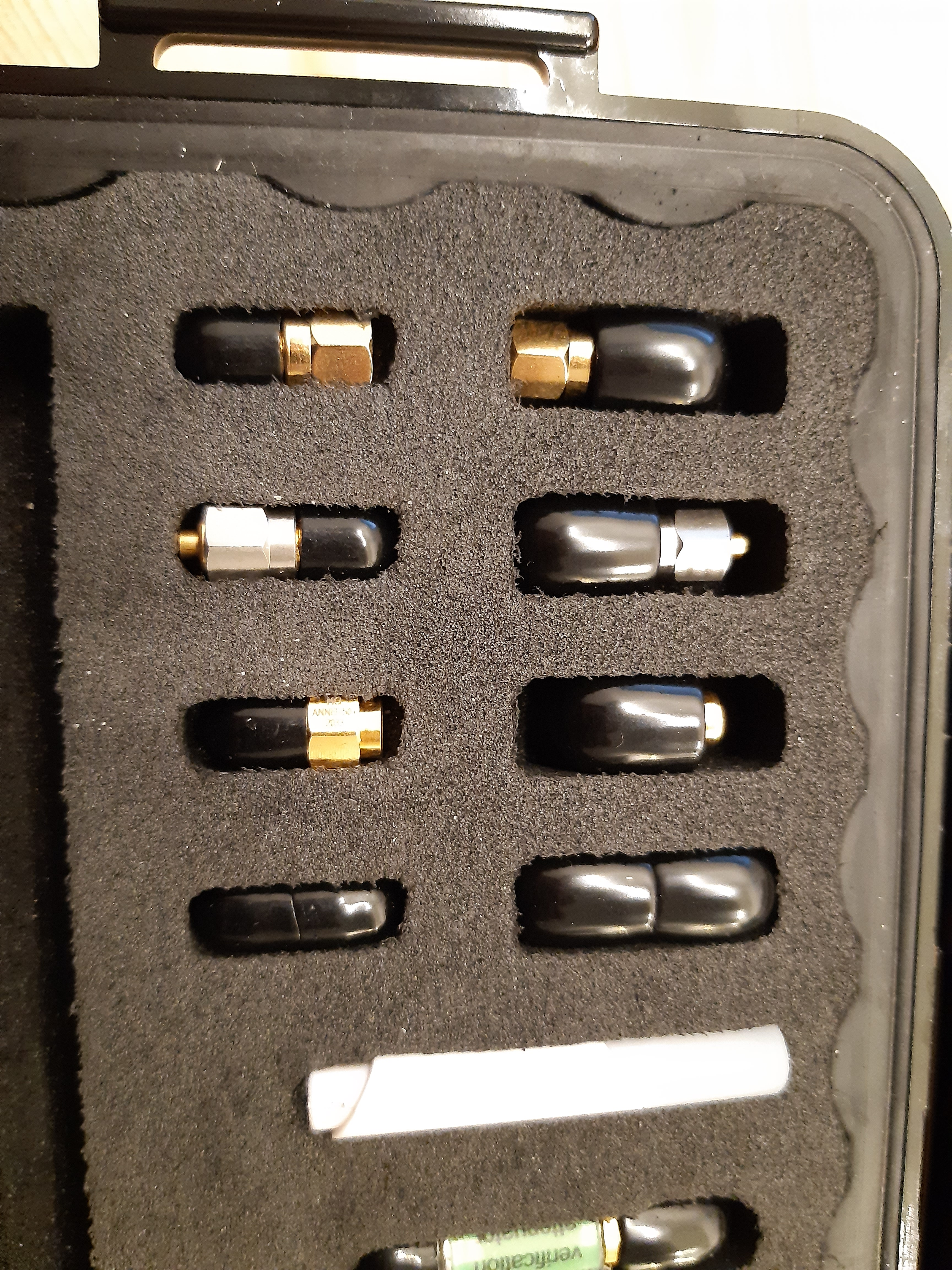
Typischer Kalibriersatz (Cal Kit), hier SMA, mit (oben) den beiden 50‑Ohm‑Abschlusswiderständen (links: Buchse und rechts: Stecker). Darunter weitere Kalibrierstandards, wie Open (Leerlauf), Short (Kurzschluss) und Thru (Durchverbindung).

Bei der Kalibrierung von Netzwerkanalysatoren dient der Kalibrierstandard Match (M) dazu, den Mittelpunkt des Smith-Diagramms zu erkennen. Bekanntermaßen repräsentiert dieser Punkt den Reflexionsfaktor null, also perfekte Anpassung.
Praktisch lassen sich jedoch keine perfekten Matches realisieren. Ein realer Abschlusswiderstand wird immer ein wenig vom Bezugswiderstand abweichen, so dass selbst bei einem hervorragenden Präzisionswiderstand frequenzabhängig (beispielsweise bis 40 GHz) mehr oder weniger große Reflexionen auftreten. In der Praxis haben solche Widerstände eine Impedanz von etwa 49 Ω bis 51 Ω statt der gewünschten 50 Ω. Daraus resultiert eine Reflexionsdämpfung von etwa −40 dB, entsprechend einem Reflexionsfaktor von 1 % oder einem VSWR von 1,02. Das genügt für Präzisionsmessungen nicht.
Hier bietet sich als Alternative eine Luftleitung an, die so präzise gefertigt werden kann, dass deren Impedanz im besten Fall um weniger als 0,1 Ω vom gewünschten Referenzwert abweicht (siehe auch: Grundlagen von Luftleitungen). Hieraus resultiert ein um eine Größenordnung (Faktor 10) geringerer Reflexionsfaktor. Er beträgt beispielsweise 0,1 % (statt 1 %). Die entspricht einer Reflexionsdämpfung von −60 dB (statt −40 dB) oder einem VSWR von 1,002 (statt 1,02).
Auf diese Weise gelingt eine deutlich präzisere Kalibrierung des Netzwerkanalysators, woraus eine erheblich verbesserte Messgenauigkeit resultiert.

## Zusammenfassung

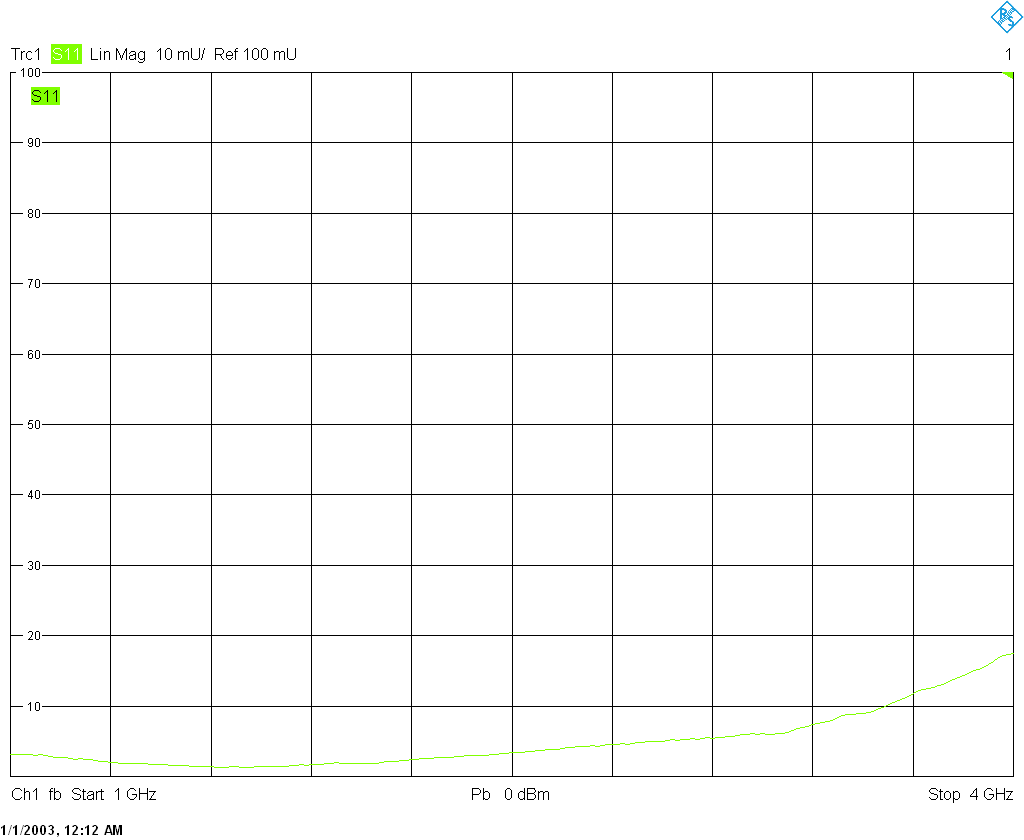
Messung des Reflexionsfaktors r einer gut angepassten Last (grüne Messkurve). Die Ordinatenskalierung ist hier 10 ‰, also 1 % pro Skalenteil.

Für die praktische Anwendung einer Gleitlast entscheidend ist das Zusammenspiel von
- präzise gefertigter Luftleitung, deren Wellenwiderstand sehr nahe bei Z0 liegt, und die selbst deshalb eine nur sehr geringe Reflexion verursacht und dem

- verschiebbaren Lastelement des Wellensumpfs, das zwar eine geringe, aber deutlich höhere Reflexion als die Luftleitung bewirkt.

Durch manuelle Verschiebung des Elements entlang der Längsachse der Leitung erhält man verschiedene Messergebnisse, die im Smith-Diagramm auf einem Kreis liegen. Der gesuchte Punkt Z0 (Anpasspunkt) liegt im Zentrum dieses Kreises. Im Rahmen der Systemfehlerkorrekturrechnung, die moderne Netzwerkanalysatoren nach der Kalibrierung automatisch und in Echtzeit während der Messung durchführen, wird dieser Punkt in den Mittelpunkt des Smith-Diagramms verschoben. Dies resultiert in einer Steigerung der effektiven Direktivität (Richtverhältnis) und damit in einer erhöhten Messgenauigkeit des Analysators.

## Hersteller
Bekannte Hersteller von Gleitlasten sind beziehungsweise waren neben Agilent (Bild oben), die amerikanischen Unternehmen Hewlett Packard (HP), Keysight, Maury und Wiltron, die deutschen Firmen Rohde & Schwarz (R&S) und Spinner sowie die japanische Firma Anritsu.